# Marsham
Marsham – wieś w Anglii, w hrabstwie Norfolk, w dystrykcie Broadland. Leży 16 km na północ od Norwich i 169 km na północny wschód od Londynu.
Miejscowość liczy 674 mieszkańców.